# Nicole Faverón
Nicole Faverón (Iquitos, 24 febbraio 1988) è una modella peruviana che rappresenterà la propria nazione al concorso di bellezza Miss Universo..
Nel 2008, la Faverón ha vinto il concorso Super Model of Perú ed ha rappresentato il Perù in occasione del concorso Supermodel of the World 2009, non vincendo il concorso, ma ottenendo un contratto con la prestigiosa agenzia Ford Models, grazie al quale nel 2010 è diventata testimonial in Perù della Maybelline.
Nel 2011 ha gareggiato al concorso Miss Perù che si è tenuto a Callao il 25 giugno 2011. La modella ha ottenuto il titolo di Miss Eleganza e si è classificata al secondo posto. Tuttavia secondo le nuove regole dell'organizzazione del concorso, sarà proprio lei a rappresentare il Perù a Miss Universo 2012.